# Lago de la Ercina
Lago de la Ercina är en sjö i Spanien.   Den ligger i provinsen Province of Asturias och regionen Asturien, i den norra delen av landet, 300 km norr om huvudstaden Madrid. Lago de la Ercina ligger 1 113 meter över havet.  I omgivningarna runt Lago de la Ercina växer i huvudsak blandskog.